# Елиса Силва
Елиса Силва (7. мај 1999) је португалска поп певачица, позната као представница Португала на Песми Евровизије 2020.

## Каријера
2015. године, Елиса почиње своју професионалну каријеру учествујући у емисији Ídolos. Међутим она одустаје од такмичења пре емисија уживо. 2017. године уписује џез музику на конзерваторијуму на острву Мадеира. Касније је студирала на унивезиету у Лисабону. За своје музичке идоле наводи Битлсе, Квин и Аббу.
2020. је учествовала на португалском националном избору за Песму Евровизије 2020. Festival da Canção. Тамо се такмичила са песмом Medo de Sentir, коју је написала Марта Калваро. Победила је са том песмом и тиме је постала представница Португала на Песми Евровизије 2020. године. Међутим 18. марта 2020. године Песма Евровизије 2020. је отказана. Португалска телевизија је одлучила да не одабере Елису интерно за наредно такмичење већ да организује нови Festival da Canção.